# Mew
Mew é uma banda de rock da Dinamarca.
O primeiro álbum foi lançado em abril de 1997. Produzido por Damon Tutunjian, "A Triumph for Man" saiu pelo selo dinamarquês Exlibris, e fez a banda adquirir certa notoriedade devido ao hit I Should Have Been A Tsin-Tsi (For You) e às boas críticas recebidas. No natal deste mesmo ano, saiu o single "She Came Home For Christmas", produzido por Kasper Winding. A banda logo ganhou de seus fãs o rótulo de "dream-pop" por causa sua sonoridade característica - principalmente pelo vocal de Jonas Bjerre.
Após três anos foi lançado o seu segundo LP. "Half The World Is Watching Me" chegou às lojas em maio de 2000, desta vez pelo selo Evil Office, fundado pelos membros do Mew. O disco foi produzido pela própria banda, com o auxílio de Flemming Rasmussen, o homem por trás do disco "Master of Puppets", do Metallica. Novamente incensado pela crítica dinamarquesa, o álbum rendeu alguns hits, entre eles a faixa Am I Wry? No.
O próximo passo dado pelo Mew foi no sentido de derrubar as fronteiras: em março de 2001, o grupo assinou com a Epic/Sony. O contrato feito previa o lançamento de um primeiro disco contendo regravações das melhores canções do grupo, lançadas em seus dois primeiros álbuns, com a banda tendo liberdade de colocar algumas faixas novas. Depois de algumas turnês fora da Dinamarca, o Mew voltou aos estúdios e fechou 2002 lançando dois singles: as já conhecidas "Am I Wry? No" e "She Came Home For Christmas".
A banda entrou 2003 com mais um single no mercado, logo antes de soltar o seu novo LP. O single chama-se "Comforting Sounds", outra faixa que já havia sido lançada pela banda em seu álbum "Half The World Is Watching Me". "Frengers", o terceiro disco - considerado por muitos como o primeiro, devido ao fato dos anteriores terem sido lançados somente na Dinamarca -, foi finalmente lançado na Europa em abril de 2003. Na Dinamarca o lançamento havia acontecido no mês anterior. Produzido por Rich Costey (profissional que já trabalhou com The Mars Volta, Bloc Party, The Secret Machines, Polyphonic Spree, Franz Ferdinand, Audioslave, Muse e System of a Down), o álbum traz em sua maioria canções já lançadas nos trabalhos anteriores, em versões regravadas, e somente quatro canções novas.
Depois de um 2004 cheio de compromissos, a banda resolveu entrar em estúdio novamente, para trabalhar em um novo álbum, “The Glass Handed Kites”, o álbum teve produção de Michael Beinhorn.

## Discografia
- A Triumph for Man - (1997)
- Half the World Is Watching Me - (2000)
- Frengers - (2003)
- And the Glass Handed Kites - (2005)
- No More Stories Are Told Today, I'm Sorry, They Washed Away - (2009)
- +- (2015)
- Visuals (2017)

## Integrantes

### Formação atual
- Jonas Bjerre - voz e guitarra
- Bo Madsen - guitarra e vocal
- Silas Graae - bateria
- Johan Wohlert - baixo e vocal